# Ricky Walden
Ricky Walden (n. 11 noiembrie 1982, Chester, Anglia, Regatul Unit) este un jucător englez de snooker.  
A atins locul 6 mondial în martie 2015 și a fost semifinalist la Campionatul Mondial de la Sheffield (2013). Walden a câștigat trei turnee în carieră. A realizat un singur break maxim, în 2011. 